# Bill Harris (Jazzmusiker)

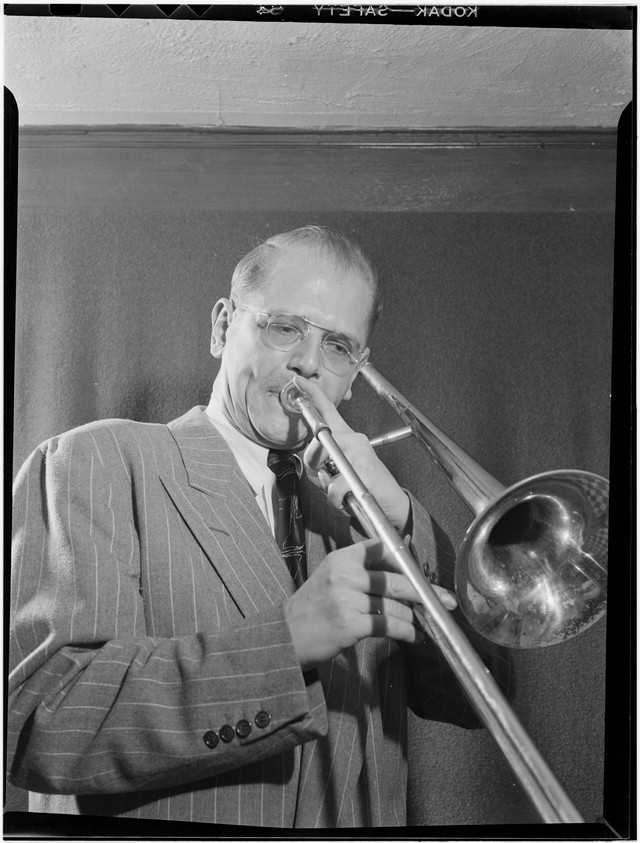
Bill Harris, 1947.
Fotografie von William P. Gottlieb.

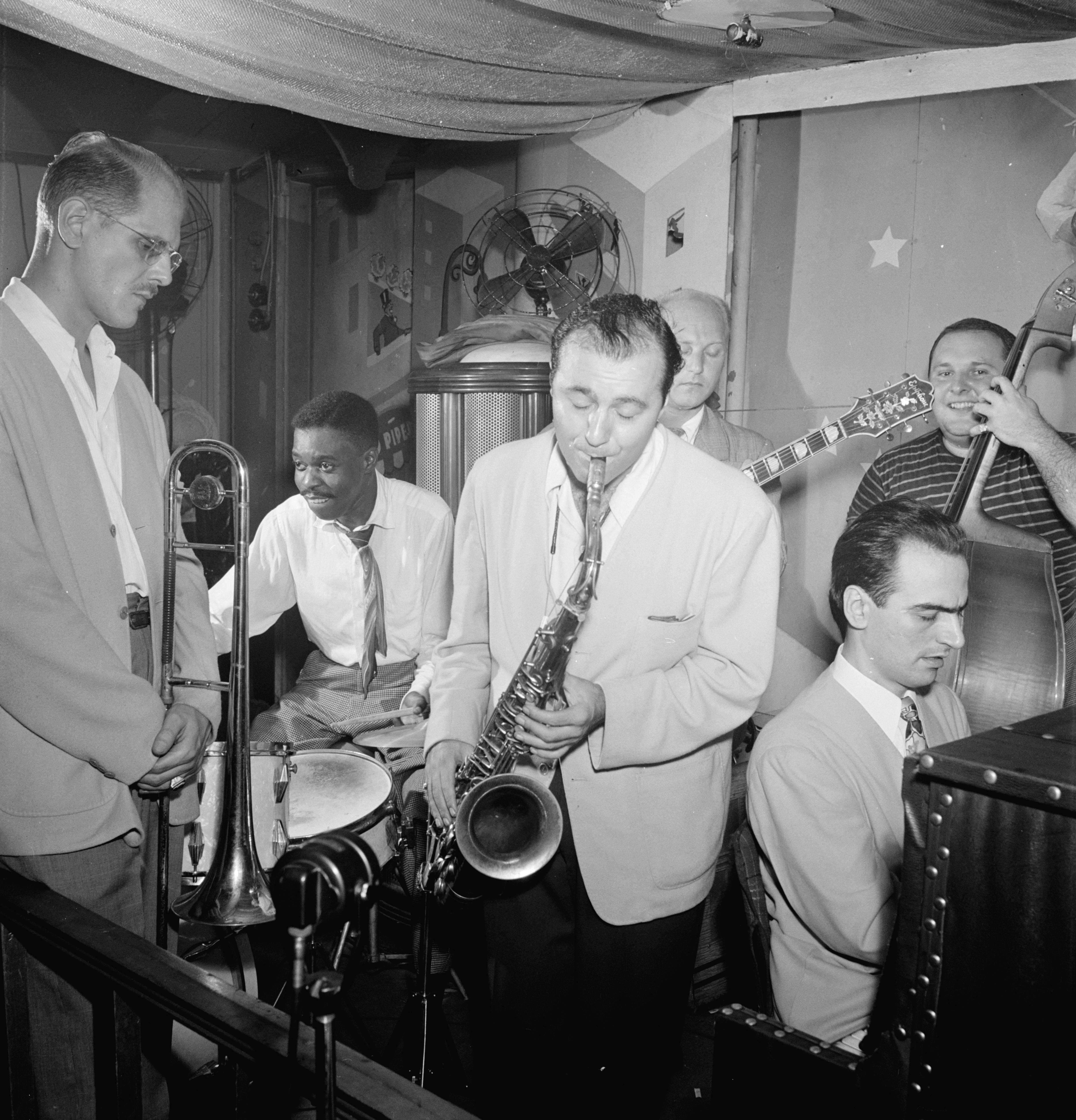
Bill Harris, Denzil Best, Flip Phillips, Billy Bauer, Lennie Tristano, Chubby Jackson, ca. September 1947.
Fotografie von William P. Gottlieb.

Bill Harris (* 28. Oktober 1916 in Philadelphia, Pennsylvania; † 21. August 1973 in Hallandale, Florida) war ein US-amerikanischer Jazz-Posaunist des Swing.

## Leben und Wirken
Bill Harris wurde bekannt als einer der führenden Solisten der Big Bands von Woody Herman, wie der First Herd, der er von 1944 bis 1946 angehörte; danach sollte er noch mehrmals mit Herman arbeiten (1948–50, 1956–58 und 1959). Außerdem leitete er zusammen mit Charlie Ventura kleinere Formationen (1947), wirkte 1950 bei dem Musikfilm Improvisation und 1952 bei den Bigband-Aufnahmen Charlie Parkers für Verve mit (The Cole Porter Songbook), arbeitete 1953 mit dem Bassisten Chubby Jackson, 1954 mit Benny Carter und Dizzy Gillespie (The Urban Sessions)  und tourte von 1950 bis 1954 mehrere Male mit Jazz at the Philharmonic. 1949 kommt es zu ersten Aufnahmen mit seinem Nonett (ein Stück auf dem Album Crosscurrents). Im Jahr 1957 entstand sein einziges Album unter eigenem Namen, Bill Harris and Friends, mit Gastmusikern wie Ben Webster Jimmy Rowles, Red Mitchell und Stan Levey.
1959 gehörte er Benny Goodmans Band an. In den 1960er Jahren arbeitete er in Nachtclubs in Las Vegas und ließ sich schließlich in Florida nieder, wo er musikalisch nicht mehr aktiv war.
Harris’ Stil ist stark von Swingveteranen wie J. C. Higginbotham beeinflusst, auch wenn er den Neuerungen des Bebop offen gegenüber war. In den späteren 1940er und frühen 1950er Jahren galt er als einer der populärsten Posaunisten neben Jay Jay Johnson und Kai Winding.

## Diskografische Hinweise
- 1952 – Live at Birdland 1952 (Baldwin Street Music)[3]
- 1957 – Bill Harris and Friends (Fantasy Records (OJC))